# احمد ساعی
احمد ساعی (زاده ۲۱ دی ۱۳۱۷ در خوی – درگذشته ۵ خرداد ۱۴۰۱ در تهران) نویسنده، پژوهشگر و مترجم شناخته شده ایرانی بود. اغلب آثار او در حوزه علوم سیاسی و روابط بین‌الملل نوشته شده است. آثار ساعی به خصوص در موضوع توسعه از منابع شناخته شده آموزشی و دانشگاهی به زبان فارسی محسوب می‌شود. ساعی همچنین دانشیار بازنشسته دانشکده حقوق و علوم سیاسی دانشگاه تهران و استاد دانشکده حقوق و علوم سیاسی دانشگاه آزاد اسلامی واحد علوم و تحقیقات تهران بود.

## زندگی
احمد ساعی در ۲۱ دی ۱۳۱۷ در خوی استان آذربایجان غربی زاده شد. تحصیلات ابتدایی و متوسطه را به ترتیب در دبستان سعدی و دبیرستان خسروی زادگاهش خواند و در سال ۱۳۳۸ مدرک دیپلم علوم تجربی گرفت. سپس به تهران می‌آید.
حدود یک سال زبان آلمانی می‌آموزد و در آزمون اعزام به خارج قبول شده و بالاخره در تابستان سال ۱۳۴۰ به مونیخ آلمان می‌رود و در رشته کشاورزی در دانشگاه مونیخ تحصیل می‌کند، ولی همان سال با اخذ پذیرش به گراتس اتریش رفت و در سال ۱۳۴۵ و ۱۳۴۷ و ۱۳۵۰ از دانشگاه گراتس اتریش مدرک کارشناسی، کارشناسی ارشد و دکترای علوم سیاسی گرفت.
عنوان پایان‌نامه دوره ارشدش «بحران نفت و چگونگی حل آن» و رساله دکترا در مورد «نقش قدرت‌های بزرگ در سقوط دولت دکتر محمد مصدق» بود.
احمد ساعی در فرانسه با اوگت دلفوتری ازدواج می‌کند که در کشورش معلم بود و در ایران زبان فرانسوی تدریس می‌کرد.
همسرش به پاس ایجاد تفاهم میان فرهنگ فرانسه با ایران در دوره ژاک شیراک رئیس‌جمهوری فرانسه نشان شوالیه گرفت.
گفته می‌شود او در دوران دانشجویی از اعضای جبهه ملی ایران در اروپا و از فعالین کنفدراسیون دانشجویان ایرانی در اروپا بود.
دکتر احمد ساعی در روز پنجم خرداد ۱۴۰۱ در تهران درگذشت.

## فعالیت علمی
احمد ساعی در سال ۱۳۵۳ به ایران بازگشت. در سال‌های ۱۳۵۷–۱۳۵۵ در مدرسه عالی بازرگانی ایران تدریس کرد. در سال‌های ۱۳۶۰–۱۳۵۸ رئیس دانشکده علوم سیاسی و اجتماعی بود. در سال ۱۳۶۲ با درجه استادیاری وارد دانشکده حقوق و علوم سیاسی دانشگاه تهران گردید. در سال ۱۳۷۳ به درجه دانشیاری ارتقا یافت.

## آثار

### تألیف
- اقتصاد سیاسی توسعه‌نیافتگی: مسائل اقتصادی - سیاسی جهان سوم، ۱۳۹۵: احمد ساعی، تهران: قومس، ۲۷۶ صفحه. شابک ‎۹۷۸۹۶۴۸۸۱۱۶۲۹
- تداوم توسعه‌نیافتگی در عصر پسا استعماری، ۱۳۷۵: احمد ساعی
- تلویزیون‌های ماهواره‌ای و ارزش‌های اجتماعی: مطالعه‌ای دربارهٔ اثر برنامه‌های ماهواره‌ای بر ارزش‌های بین نسلی، ۱۳۹۴: احمد ساعی، منصور ساعی، تهران: پژوهشگاه فرهنگ، هنر و ارتباطات، ۲۳۶ صفحه. شابک ‎۹۷۸-۶۰۰-۷۶۸۷-۰۹-۳
- توسعه در مکاتب متعارض، ۱۳۸۴: احمد ساعی، تهران: قومس، ۲۵۲ صفحه. شابک ‎۹۶۴۵۵۱۶۸۶۲
- توسعه‌نیافتگی در دوران پسا استعماری، ۱۳۸۸: احمد ساعی، تهران: دانشگاه آزاد اسلامی واحد علوم و تحقیقات، ۱۸۶ صفحه. شابک ‎۹۷۸۹۶۴۲۲۳۳۶۳۲
- درآمدی بر شناخت مسائل اقتصادی - سیاسی جهان سوم: سیاست، قدرت و نابرابری، ۱۳۸۴: احمد ساعی، تهران: قومس، ۲۸۰ صفحه. شابک ‎۹۶۴-۵۵۱۶-۵۹-۵
- مسائل سیاسی - اقتصادی جهان سوم، ۱۳۹۲: احمد ساعی، تهران: سازمان مطالعه و تدوین کتب علوم انسانی دانشگاه‌ها (سمت)، ۳۴۴ صفحه. شابک ‎۹۷۸۹۶۴۵۳۰۴۱۳۱
- نظریه‌های امپریالیسم، ۱۳۹۱: با آثاری از: ولفگانگ ج. مومسن، احمد ساعی، دیوید فیلد هاوس، آلبرت زیمانسکی، گردآورنده احمد ساعی، تهران: قومس، ۲۷۶ صفحه. شابک ‎۹۶۴۵۵۱۶۱۹۶

### ترجمه
- اقتصاد سیاسی بین‌الملل: تلاش برای کسب قدرت و ثروت، ۱۳۹۳: تامس لارسون، دیوید اسکیدمور، مترجم: احمد ساعی، مهدی تقوی، تهران: قومس، ۳۷۲ صفحه. شابک ‎۹۶۴۵۵۱۶۰۱۳
- جهانی شدن و جنوب (برخی مباحث انتقادی) همراه با دو ضمیمه: ۱- جهانی شدن و دو روایت از فقر جهانی ۲- جهانی شدن از دیدگاه واقع‌گرایی، آرمان‌گرایی و ساختارگرایان تاریخی، ۱۳۸۳: کوک پنگ خور، مترجم: احمد ساعی، تهران: قومس، ۱۸۶ صفحه. شابک ‎۹۶۴-۵۵۱۶-۷۶-۵
- درآمدی بر اقتصاد سیاسی بین‌الملل، ۱۳۹۲: مایکل وست، دیوید بالام، مترجم: احمد ساعی، عبدالمجید سیفی، تهران: قومس، ۱۹۶ صفحه. شابک ‎۹۷۸۹۶۴۸۸۱۱۵۰۶
- مسائل جهان سوم: مطالعه سیاست در جهان در حال توسعه، ۱۳۹۹: پیتر برنل، ویکی رندال، مترجم: احمد ساعی، سعید میرترابی، تهران: قومس، ۳۸۴ صفحه. شابک ‎۹۷۸۹۶۴۸۸۱۱۲۵۴